# Aurvandil
Aurvandil, staroseversky Aurvandill, je postava ze severské mytologie, manžel vědmy Groá, jehož zmrzlý palec byl Thórem vrhnut na nebesa jako hvězda Aurvandils tá, „Aurvandilův palec“. Jméno má své protějšky v dalších germánských jazycích. Ve staroangličtině se objevuje jako Ēarendel, „zářivost, jitřenka“, ve staré horní němčině jako Orentil, ve středověké horní němčině jako Orendel, v langobardštině jako Auriwandalo, u Saxona Grammatica se objevuje v podobě Horwendilus, jako jméno Amlethova otce.

## Mýtus
Ve Snorriho Eddě, respektive ve Skáldskaparmálu „Jazyku básnickém“, se vypráví o tom, jak Thór přišel za vědmou Groá, aby ho zbavila brousku který měl zaražen v hlavě. Když nad ním věštkyně zpívala zaklínadla, začal jí vyprávět o tom, jak se brodil z Jotunheimu přes řeku Élivágar na jih a nesl přitom v nůši jejího manžela Aurvandila. Jeden z palců na noze jejího manžela však zůstal trčet ven a zmrzl. Thór jej ulomil, vrhl na nebe a vytvořil z něj hvězdu zvanou Aurvandilův palec. Nad tím, že se její manžel brzy vrátí domů se Gróa tak zaradovala, že zapomněla svá zaříkávadla a v Thórově hlavě zůstal brousek trčet. Proto se nesmí házet brouskem po podlaze.

## Výklad
Rudolf Simek se domnívá, že Snorri příběh o Thórovi a Groá vytvořil aby vysvětlil jméno Aurvandilův palec a to po vzoru podání o stvoření hvězd z Tjaziho očí. Rudolf Much navrhl výklad slova tá nikoliv jako palce, ale z pragermánského *tahō „paprsek“.
Význam samotného jména Aurvandil je také nejasný. Rudolf Simek považuje za nejpravděpodobnější ale nejistou Muchovu interpretaci jako „pruh světla, paprsek světla“ z vǫndr „hůl, hůlka“. Starší Muchův výklad jako „jasný Vandal“, snad odvozený z aurr „zlato“, stejně jako výklad z aurr- „vlhký štěrk“ odmítá. Lingvistika Tiffany Beechy vykládá první část jména z pragermánského *auz a to zase z praindoevropského *aus „zářit“. V takovém případě by pak bylo příbuzné s anglickým east „východ“ (z praindoevropského *aus-tero) a jménem bohyně Ēostre (z *aus-ōs „úsvit“), což odpovídá překladu slova Ēarendel jako „jitřenka“.